# 邻苯二甲酸二乙酯
邻苯二甲酸二乙酯（英語：Diethyl phthalate，缩写DEP）是一种邻苯二甲酸和乙醇形成的酯，室温下为无色澄清液体，密度略大于水，燃烧时会产生有毒气体。
由于邻苯二甲酸二乙酯可溶于大部分有机溶剂，因此常用于化妆品和香水 ，其他工业用途包括增塑剂、洗涤剂和喷雾剂。由于皮肤经常暴露于邻苯二甲酸二乙酯，它的毒性问题非常重要。几个研究表明邻苯二甲酸二乙酯会造成神经系统损伤和男性与女性的生殖系统问题。